# Pistola de bolso

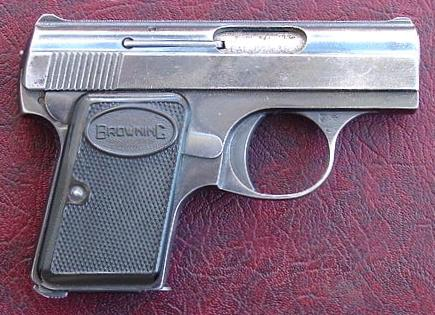
Uma pistola Baby Browning 25 ACP

Pistola de bolso, é qualquer pistola semiautomática pequena o suficiente para ser colocada num bolso (ou mais raramente, pequenos revólveres ou derringers), adequadas para porte oculto (depende de legislação), num casaco, jaqueta, ou na calça.

## Modelos

### Pistolas semiautomáticas

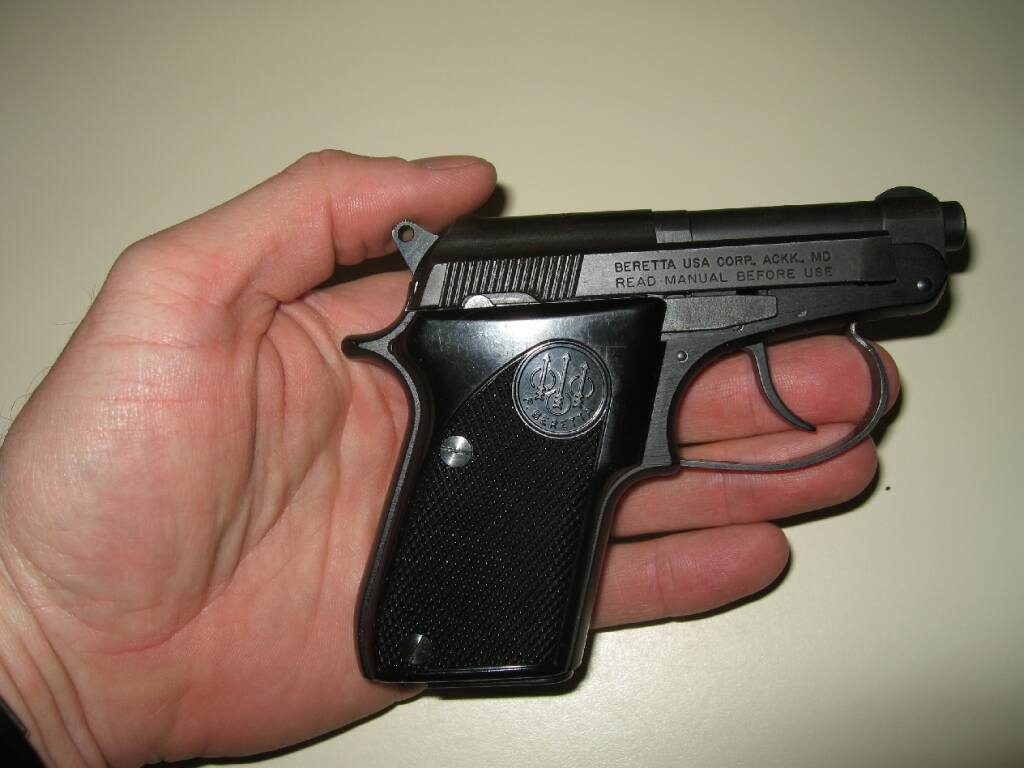
Beretta Model 21.

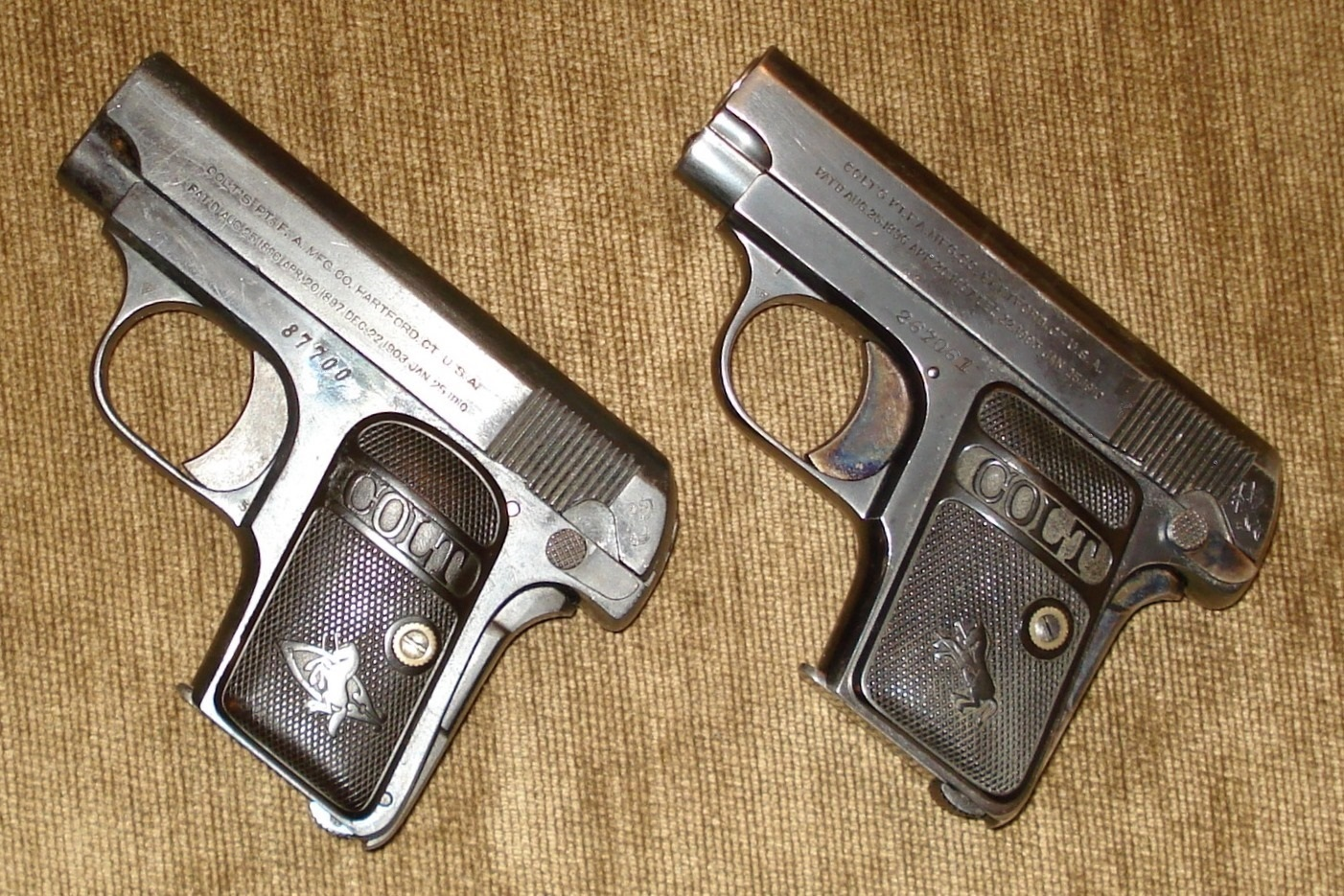
Duas variantes do Colt Model 1908 Vest Pocket.

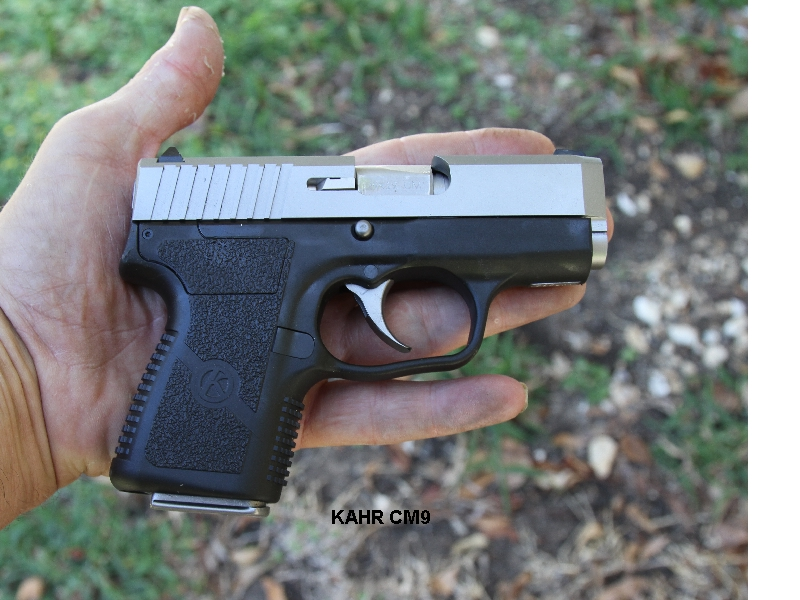
Kahr CM9 subcompacta 9x19mm.

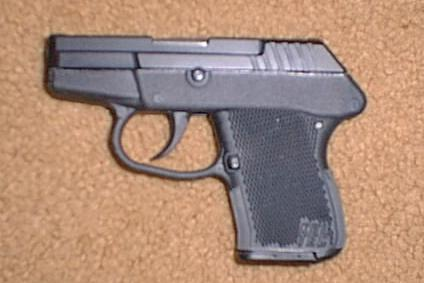
Pistola semiautomática Kel-Tec P-32 .32 ACP.

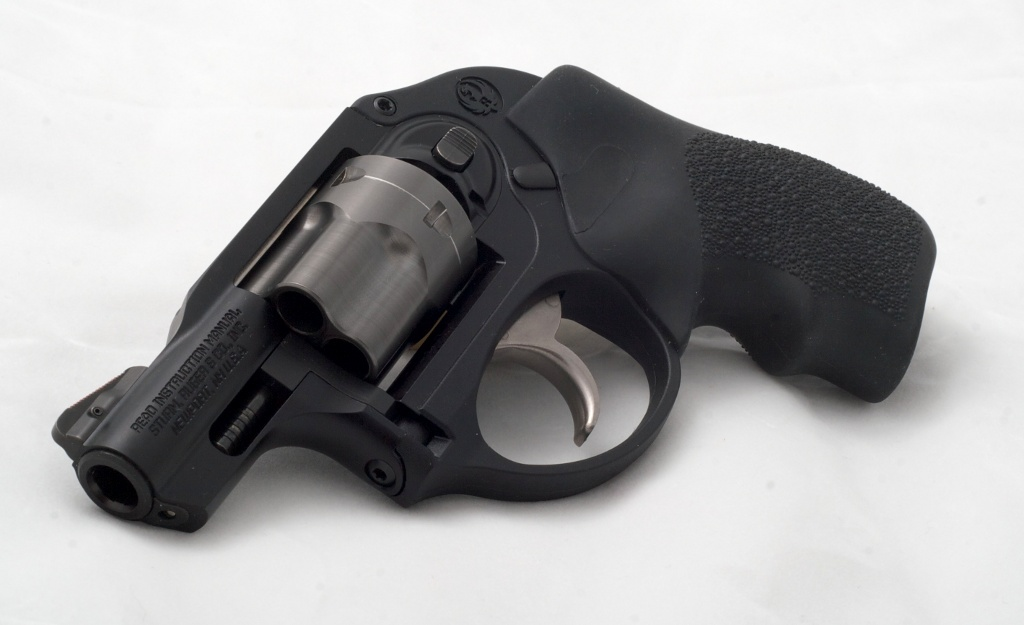
Ruger LCR em 38 Special +P

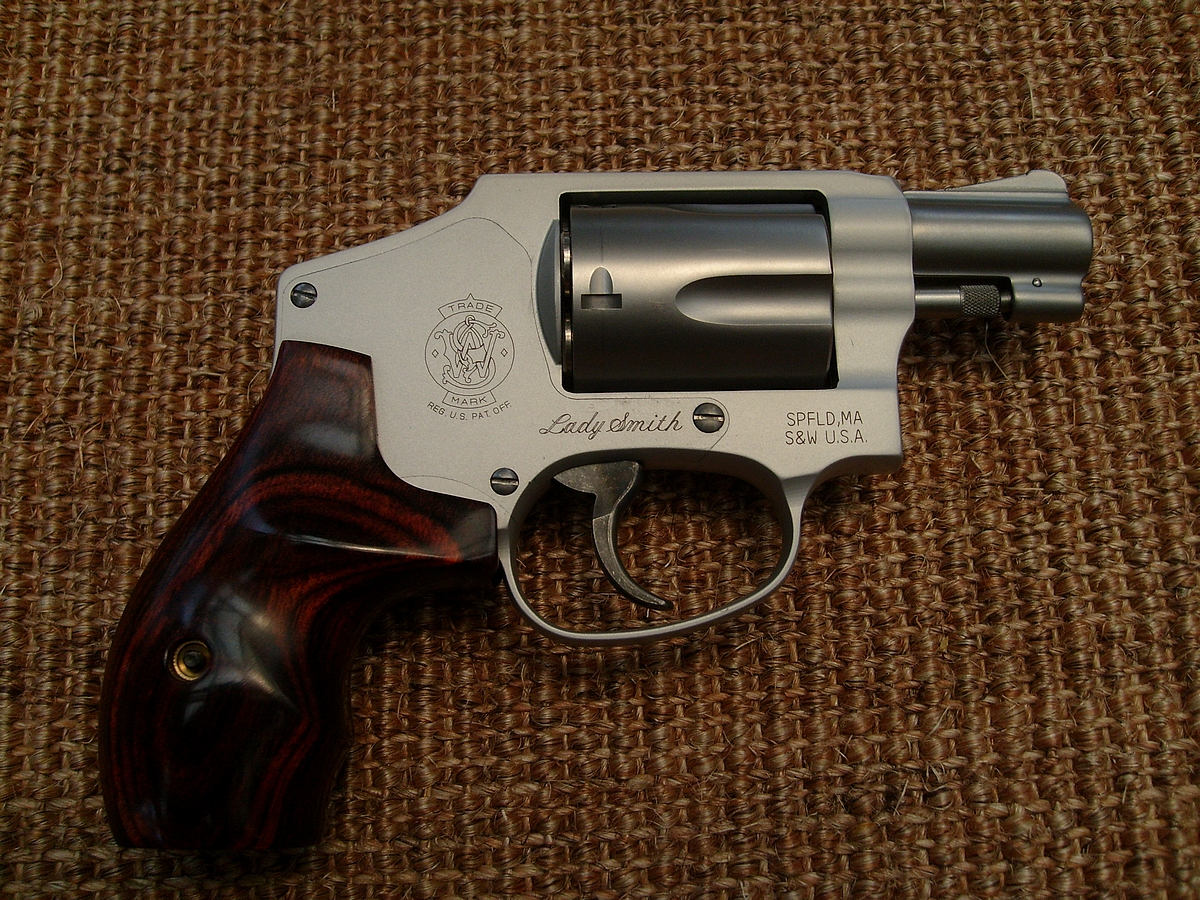
S&W Model 642 LS Ladysmith

- AMT Backup
- Beretta 21 Bobcat
- Beretta 950B
- Beretta 3032 Tomcat
- Bersa Thunder 380
- Bryco Arms
- Colt Model 1903 Pocket Hammer
- Colt Model 1903 Pocket Hammerless
- Colt Model 1908 Vest Pocket
- Diamondback DB9
- FN Model 1903
- FN Model 1905
- FN Model 1910
- FN Baby Browning
- Heckler & Koch P7
- Kahr P380, P9, P40, P45
- Kahr K9
- Kahr CW380
- Kahr CW9
- Kahr MK9
- Kahr PM9, PM40, PM45
- Kel-Tec PF-9
- Kel-Tec P-11
- Kel-Tec P-32
- Kel-Tec P-3AT
- Kimber Solo
- Glock 26, 27, 36, and variants
- Pistola Makarov
- North American Arms Guardian
- Ortgies semi-automatic pistol
- Raven Arms MP-25
- Ruger LCP
- Ruger LC9
- Rohrbaugh R9
- Seecamp LWS32/LWS38 .
- SIG Sauer P238
- SIG Sauer P290
- M&P Bodyguard 380
- Springfield Armory XD-S
- Taurus TCP
- Walther PP

### Revólveres

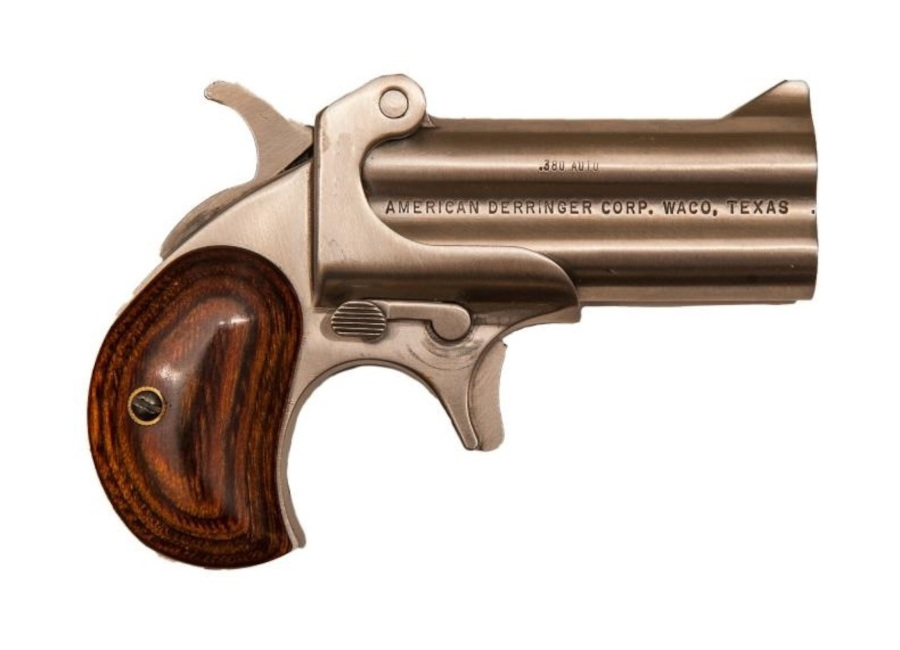
American Derringer M1 cal. .380 ACP.

- Charter Arms
- Colt Cobra
- Colt Detective Special
- Kimber K6 series
- North American Arms Mini-Revolver
- Ruger LCR
- Ruger SP101
- Smith & Wesson Model 36
- Smith & Wesson Model 340PD
- Smith & Wesson Model 640
- Smith & Wesson Bodyguard
- Smith & Wesson Centennial
- Smith & Wesson Safety Hammerless
- Taurus Model 85
- Velo-dog

### Derringers
- Remington Model 95
- American Derringer M1
- Bond Arms
- Davis D Models
- DoubleTap derringer
- High Standard D100